# Anke Preuß
Anke Preuß (* 22. September 1992 in Ratingen) ist eine deutsche Fußballspielerin.

## Karriere

### Vereine
Preuß begann bei Rot-Weiß Lintorf als Torhüterin mit dem Fußballspielen und gelangte über den Lohausener SV im Jahr 2006 zur Jugendabteilung des FCR 2001 Duisburg. 2007 gewann sie mit den B-Juniorinnen nach einem 1:0-Finalerfolg gegen Bayern München die Deutsche Meisterschaft. Ab der Saison 2008/09 gehörte Preuß Duisburgs Bundesligakader an, kam jedoch erst am 25. März 2012 gegen den VfL Wolfsburg zu ihrem Debüt in der Bundesliga. Daneben spielte sie regelmäßig von 2008 bis 2012 für Duisburgs zweite Mannschaft in der 2. Bundesliga. Nach sechs Jahren in Duisburg unterschrieb sie zur Saison 2012/13 einen Vertrag beim Zweitligisten TSG 1899 Hoffenheim, mit der ihr in dieser Spielzeit der Aufstieg in die erste Bundesliga gelang. Im Sommer 2013 unterschrieb Preuß einen Zwei-Jahres-Vertrag beim 1. FFC Frankfurt. Nachdem ihr Vertrag im Sommer 2016 ausgelaufen war, unterschrieb Preuß in Italien beim ASD AGSM Verona Calcio Femminile. Nachdem Preuß in einem halben Jahr in Italien nur zu einem Einsatz gekommen war, wechselte sie im Februar 2017 zu AFC Sunderland, wo sie beim 3:2-Sieg im FA Women’s Super League Spiel gegen den Aston Villa Ladies FC ihren Einstand feierte. Am 10. Juli 2018 unterschrieb Preuß einen Zweijahresvertrag für den FC Liverpool und erhielt die Trikot-Nummer 1. Zur Spielzeit 2020 wurde sie vom schwedischen Erstligisten Vittsjö GIK verpflichtet. Im Frühjahr 2021 wechselte sie nach Island und schloss sich dem dortigen Erstligisten UMF Selfoss an. Zu Beginn der Saison 2021/22 wechselte sie zum Bundesliga-Absteiger SV Meppen in die 2. Liga.

### Nationalmannschaft
Preuß gewann 2008 mit der U16-Nationalmannschaft das Turnier um den Nordic-Cup auf Island und kam dabei im Spiel gegen die Gastgeberinnen zum Einsatz. Am 13. Februar 2012 bestritt sie beim 5:0-Erfolg gegen die Schweizer Auswahl ihr einziges Länderspiuel für die U20-Nationalmannschaft und gehörte im selben Jahr zum deutschen Aufgebot für die U20-Weltmeisterschaft in Japan und belegte dort – ohne Turniereinsatz – mit der Mannschaft den zweiten Platz.

## Erfolge
Nationalmannschaft
- Finalist U20-Weltmeisterschaft 2012
- Nordic-Cup-Sieger 2008

Vereine
- Champions League-Sieger 2015
- DFB-Pokal-Sieger 2014 mit dem 1. FFC Frankfurt
- Bundesliga-Aufstieg 2013 mit der TSG 1899 Hoffenheim
- Deutscher Meister der B-Juniorinnen 2007